# If (альбом)
If (в пер. с англ. Если) — четвёртый студийный альбом американской рок-группы Mindless Self Indulgence, выпущенный весной 2008 года лейблом The End Records.

## Об альбоме
If был записан в Нью-Йорке в период с 2006 по 2008 год. На этой пластинке музыканты сделали больший акцент на сложности построения песен; большая часть композиций имеет необычный ритм, переходящий из спокойного в более быстрый. Также, с точки зрения стилистики, альбом подвержен большему влиянию танцевальной музыки.
Пластинка получила положительные отзывы музыкальных изданий. Критики высоко оценили звучание и лирическое содержание песен.
Песня Mark David Chapman названа по имени Марка Чепмена, убийцы Джона Леннона.

## Список композиций
- Все треки написаны Джимми Юрином, если не указано иное.

### Стандартное издание
1. «Never Wanted to Dance» — 3:09
2. «Evening Wear» — 3:32
3. «Lights Out» (Джимми Юрин, Стив Монтано) — 2:37
4. «Prescription» — 3:06
5. «Issues» (Джимми Юрин, Стив Монтано, Дженифер Данн) — 3:05
6. «Get it Up» (Джимми Юрин, Стив Монтано) — 2:36
  - «Uncle» — 2:55 (Бонус-треки «Get It Up» и «Revenge» на зацензуренной версии)
7. «Revenge» — 3:09
8. «Animal» — 2:44
9. «Mastermind» — 3:00
10. «On It» — 3:02
11. «Pay for It» — 3:34
12. «Due» — 2:10
13. «Money» — 2:53
14. «Bomb This Track» — 3:20
15. «Mark David Chapman» — 3:10

#### Британское и японское издание с бонус-треками
1. «Uncle» — 2:55
2. «3S'» — 2:27
3. «Never Wanted to Dance (The Birthday Massacre „Pansy Mix“)» — 3:31
4. «Never Wanted to Dance (Combichrist Electro Hurtz Mix)» — 4:52
5. «Never Wanted to Dance (Tommie Sunshine [TSMV] Remix)» — 7:13
6. «Never Wanted to Dance (Spider „Dub“ Mix)» — 7:52

#### Бонус-диск японского издания
1. «Written in Cold Blood» (Mark Saunders Mix) — 2:33
2. «Prove Me Wrong» — 4:04
3. «Genius» — 2:29
4. «On It» (Remix by KMFDM) — 3:33
5. «On It» (Remix by Hollowboy) — 4:33
6. «(It’s 3AM) Issues» (Remix by Dinesh Boaz)
7. «(It’s 3AM) Issues» (Remix by Million Dollar Mano)
8. «Pay for It» (Remix by M. Shawn Crahan, Clown from Slipknot/Dirty Little Rabbits) — 4:05
9. «Pay for It» (Remix by Ulver) — 3:47
10. «Never Wanted to Dance» (Ulrich Wild Remix) — 3:13
11. «Never Wanted to Dance» (a cappella mix by The Birthday Massacre) — 2:37

#### Делюкс-издание с DVD
- «Stupid MF» (Концертная запись)
- «Straight to Video» (Концертная запись)
- «Animal» (Концертная запись)
- «Tornado» (Концертная запись)
- «Animal» (Видеоклип)

### Издание на грампластинке
Сторона A
1. «Never Wanted to Dance»
2. «Evening Wear»
3. «Lights Out»
4. «Revenge»

Сторона B
1. «Animal»
2. «Pay for It»
3. «Due»
4. «Money»
5. «Mark David Chapman»

Сторона C
1. «Issues»
2. «Get It Up»
3. «Prescription»

Сторона D
1. «On It»
2. «Bomb This Track»
3. «Mastermind»

## История релиза
| Дата           | Территория | Лейбл           | Формат(ы)   |
| -------------- | ---------- | --------------- | ----------- |
| 25 марта 2008  | Япония     | The End Records | CD/Винил/ЦД |
| 28 апреля 2008 | Европа     | The End Records | CD/Винил/ЦД |
| 29 апреля 2008 | США        | The End Records | CD/Винил/ЦД |

## Синглы
| Год  | Песня                             | Чарт                        | Высшая позиция |
| ---- | --------------------------------- | --------------------------- | -------------- |
| 2008 | «On It»                           | США Billboard Hot 100       | 2              |
| 2008 | «Never Wanted to Dance»           | США Billboard Hot 100       | 1              |
| 2008 | «(It’s 3AM) Issues»               | США Hot Dance Singles Sales | 4              |
| 2009 | «Evening Wear/Mark David Chapman» | США Billboard Hot 100       | 1              |

## Дополнительные факты
- Текст композиции «Mark David Chapman» написан при участии фанатов группы[3].
- «Never Wanted to Dance» вошла в саундтрек к компьютерной игре Madden NFL 09[10]. Также ремикс «Never Wanted to Dance» от Combichrist включён в саундтрек к Need for Speed: Undercover.